# Chapelle Saint-Aubin de Châteaupanne
La chapelle Saint-Aubin est une chapelle située à Montjean-sur-Loire, en France.

## Localisation
La chapelle est située dans le département français de Maine-et-Loire, sur la commune de Montjean-sur-Loire, à Châteaupanne.

## Description
C'est une chapelle de style roman.

## Historique
L'édifice est inscrit au titre des monuments historiques en 2008.